# Perdicule à bec rouge
Perdicula erythrorhyncha
Espèce
Statut de conservation UICN

 LC  : Préoccupation mineure
La Perdicule à bec rouge (Perdicula erythrorhyncha) est une espèce d'oiseaux de la famille des Phasianidae.

## Répartition
Cette espèce est endémique d'Inde.